# Salmo 111

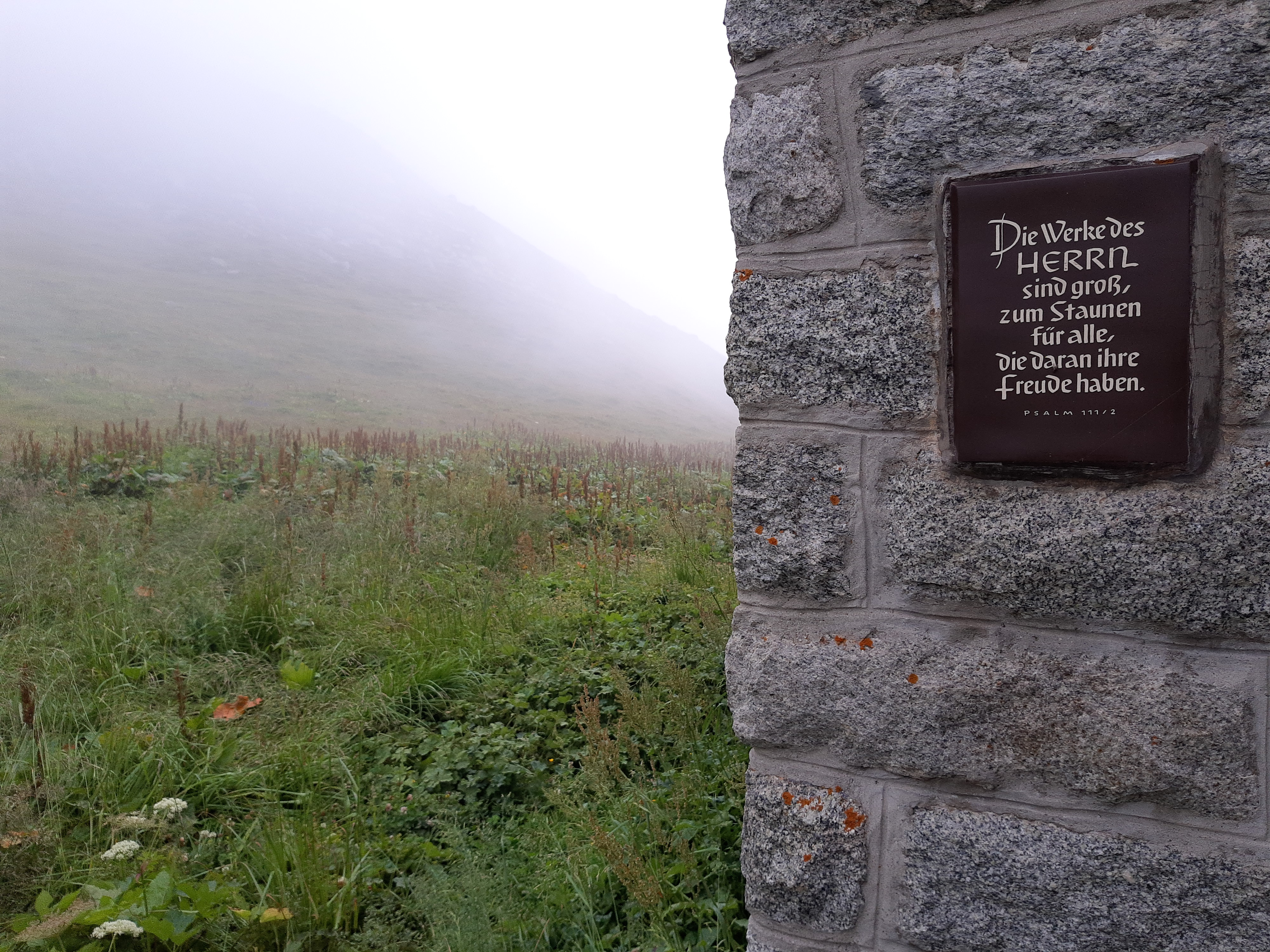
Salmo 111:2 en alemán en la capilla de Tiefenbach, cerca del paso de Furka

El Salmo 111 es el salmo 111 del Libro de los Salmos, que comienza en inglés en la versión de la Biblia del rey Jacobo: «Alabad al Señor. Alabaré al Señor con todo mi corazón». En el sistema de numeración ligeramente diferente utilizado en las traducciones griega Septuaginta y latina Vulgata de la Biblia, este salmo es el Salmo 110. En latín, se conoce como Confitebor tibi Domine. Es un salmo «en alabanza de los atributos divinos». Este salmo, junto con el Salmo 112, es acróstico por frase, es decir, cada frase de 7-9 sílabas comienza con una letra del alfabeto hebreo en orden. El Salmo 119 también es acróstico, con cada estrofa de ocho versículos que comienza con una letra del alfabeto hebreo en orden. La Biblia de Jerusalén describe el Salmo 112, «en alabanza de los virtuosos», como «similar a este salmo en doctrina, estilo y estructura poética»
El salmo forma parte habitual de las liturgias judía, católica, luterana, anglicana y otras liturgias protestantes. Entre las adaptaciones musicales se encuentran obras de Heinrich Schütz en alemán, y de Marc-Antoine Charpentier, Henri Desmarets y Giovanni Battista Pergolesi en latín.

## Comentarios previos
Los salmos 111 y 112 comparten una estructura formal similar: ambos están compuestos como acrósticos alfabéticos por hemistiquios, lo que denota cuidado literario y un estilo sapiencial. Además del formato, coinciden en el tono reflexivo propio de la literatura de sabiduría.
A continuación de estos dos salmos, se encuentran los salmos 113 al 118, tradicionalmente empleados en la liturgia de las grandes festividades judías, especialmente durante la cena pascual. Parece intencional que el editor del libro de los Salmos haya colocado los salmos sapienciales 111 y 112 justo antes de este grupo litúrgico, como si quisiera señalar que la alabanza a Dios debe estar precedida por la sabiduría. En este sentido, los salmos 111 al 118 pueden entenderse como una unidad con coherencia interna: comienzan con la sabiduría que teme al Señor y culminan en una alabanza festiva y litúrgica. Este bloque forma una especie de introducción o transición hacia los «cánticos de las subidas» (Sal 120-134), que acompañaban las peregrinaciones a Jerusalén.

## Texto
La siguiente tabla muestra el texto en hebreo del Salmo con vocales, junto con el texto en griego koiné de la Septuaginta y la traducción al español de la Biblia del Rey Jacobo. Tenga en cuenta que el significado puede diferir ligeramente entre estas versiones, ya que la Septuaginta y el texto masorético provienen de tradiciones textuales diferentes. En la Septuaginta, este salmo está numerado como Salmo 110.
| #  | Hebreo                                                   | Español | Griego |
| -- | -------------------------------------------------------- | --- | --- |
| 1  | הַ֥לְלוּ־יָ֨הּ ׀ אוֹדֶ֣ה יְ֭הֹוָה בְּכׇל־לֵבָ֑ב בְּס֖וֹד יְשָׁרִ֣ים וְעֵדָֽה׃             | Alabad al Señor. Alabaré al Señor con todo mi corazón, en la asamblea de los justos y en la congregación.                                                 | ᾿Αλληλούϊα. - ΕΞΟΜΟΛΟΓΗΣΟΜΑΙ σοι, Κύριε, ἐν ὅλῃ καρδίᾳ μου ἐν βουλῇ εὐθέων καὶ συναγωγῇ.                             |
| 2  | גְּ֭דֹלִים מַעֲשֵׂ֣י יְהֹוָ֑ה דְּ֝רוּשִׁ֗ים לְכׇל־חֶפְצֵיהֶֽם׃                       | Las obras del Señor son grandes, buscadas por todos los que se complacen en ellas.                                                                        | μεγάλα τὰ ἔργα Κυρίου, ἐξεζητημένα εἰς πάντα τὰ θελήματα αὐτοῦ·                                                      |
| 3  | הוֹד־וְהָדָ֥ר פׇּעֳל֑וֹ וְ֝צִדְקָת֗וֹ עֹמֶ֥דֶת לָעַֽד׃                           | Su obra es honorable y gloriosa, y su justicia permanece para siempre.                                                                                    | ἐξομολόγησις καὶ μεγαλοπρέπεια τὸ ἔργον αὐτοῦ, καὶ ἡ δικαιοσύνη αὐτοῦ μένει εἰς τὸν αἰῶνα τοῦ αἰῶνος.                |
| 4  | זֵ֣כֶר עָ֭שָׂה לְנִפְלְאוֹתָ֑יו חַנּ֖וּן וְרַח֣וּם יְהֹוָֽה׃                       | Él ha hecho que se recuerden sus maravillas: el Señor es misericordioso y compasivo.                                                                      | μνείαν ἐποιήσατο τῶν θαυμασίων αὐτοῦ, ἐλεήμων καὶ οἰκτίρμων ὁ Κύριος·                                                |
| 5  | טֶ֭רֶף נָתַ֣ן לִירֵאָ֑יו יִזְכֹּ֖ר לְעוֹלָ֣ם בְּרִיתֽוֹ׃                         | Él da alimento a los que le temen; él se acuerda para siempre de su pacto.                                                                                | τροφὴν ἔδωκε τοῖς φοβουμένοις αὐτόν, μνησθήσεται εἰς τὸν αἰῶνα διαθήκης αὐτοῦ.                                       |
| 6  | כֹּ֣חַ מַ֭עֲשָׂיו הִגִּ֣יד לְעַמּ֑וֹ לָתֵ֥ת לָ֝הֶ֗ם נַחֲלַ֥ת גּוֹיִֽם׃                    | Él ha mostrado a su pueblo el poder de sus obras, para darles la herencia de las naciones.                                                                | ἰσχὺν ἔργων αὐτοῦ ἀνήγγειλε τῷ λαῷ αὐτοῦ τοῦ δοῦναι αὐτοῖς κληρονομίαν ἐθνῶν.                                        |
| 7  | מַעֲשֵׂ֣י יָ֭דָיו אֱמֶ֣ת וּמִשְׁפָּ֑ט נֶ֝אֱמָנִ֗ים כׇּל־פִּקּוּדָֽיו׃                    | Las obras de sus manos son verdad y juicio; todos sus mandamientos son fieles.                                                                            | ἔργα χειρῶν αὐτοῦ ἀλήθεια καὶ κρίσις· πισταὶ πᾶσαι αἱ ἐντολαὶ αὐτοῦ,                                                 |
| 8  | סְמוּכִ֣ים לָעַ֣ד לְעוֹלָ֑ם עֲ֝שׂוּיִ֗ם בֶּאֱמֶ֥ת וְיָשָֽׁר׃                        | Permanecen firmes para siempre y para siempre, y se hacen con verdad y rectitud.                                                                          | ἐστηριγμέναι εἰς τὸν αἰῶνα τοῦ αἰῶνος, πεποιημέναι ἐν ἀληθείᾳ καὶ εὐθύτητι.                                          |
| 9  | פְּד֤וּת ׀ שָׁ֘לַ֤ח לְעַמּ֗וֹ צִוָּֽה־לְעוֹלָ֥ם בְּרִית֑וֹ קָד֖וֹשׁ וְנוֹרָ֣א שְׁמֽוֹ׃          | Envió la redención a su pueblo; ordenó su pacto para siempre; santo y temible es su nombre.                                                               | λύτρωσιν ἀπέστειλε τῷ λαῷ αὐτοῦ, ἐνετείλατο εἰς τὸν αἰῶνα διαθήκην αὐτοῦ· ἅγιον καὶ φοβερὸν τὸ ὄνομα αὐτοῦ.          |
| 10 | רֵ֘אשִׁ֤ית חׇכְמָ֨ה ׀ יִרְאַ֬ת יְהֹוָ֗ה שֵׂ֣כֶל ט֭וֹב לְכׇל־עֹֽשֵׂיהֶ֑ם תְּ֝הִלָּת֗וֹ עֹמֶ֥דֶת לָעַֽד׃ | El temor del Señor es el principio de la sabiduría; todos los que cumplen sus mandamientos tienen buen entendimiento; su alabanza permanece para siempre. | ἀρχὴ σοφίας φόβος Κυρίου, σύνεσις δὲ ἀγαθὴ πᾶσι τοῖς ποιοῦσιν αὐτήν. ἡ αἴνεσις αὐτοῦ μένει εἰς τὸν αἰῶνα τοῦ αἰῶνος. |

### Versión Reina-Valera
1. Alabad a Jehová. Alabaré a Jehová con todo mi corazón, en la congregación de los justos y en la asamblea.
2. Grandes son las obras de Jehová, buscadas de todos los que las aman.
3. Su obra es honorable y gloriosa; y su justicia permanece para siempre.
4. Ha hecho memorables sus maravillas: clemente y misericordioso es Jehová.
5. Él ha dado alimento a los que le temen; siempre recordará su pacto.
6. Él ha mostrado a su pueblo el poder de sus obras, para darles la herencia de las naciones.
7. Las obras de sus manos son verdad y juicio; todos sus mandamientos son seguros.
8. Permanecen firmes por siempre y para siempre, y se hacen con verdad y rectitud.
9. Envió redención a su pueblo; ha ordenado su pacto para siempre; santo y reverente es su nombre.
10. El temor del Señor es el principio de la sabiduría; buen entendimiento tienen todos los que cumplen sus mandamientos; su alabanza permanece para siempre.

## Comentarios

### De la glesia católica

#### A todo el salmo
Este salmo, aunque pertenece a un contexto diferente al del salmo anterior centrado en la exaltación del rey, mantiene temas comunes como la eternidad y la fuerza del actuar divino, aspectos que caracterizan al Salmo 110. Se abre con una acción de gracias pronunciada en la asamblea (v. 1), continúa con una alabanza general a las obras del Señor (vv. 2-3), y luego se enfoca en sus intervenciones salvadoras a favor de su pueblo, basadas en la fidelidad a la Alianza (vv. 4-9). Finaliza con una afirmación sobre la sabiduría de quien teme al Señor (v. 10). La estructura alfabética del salmo —cada hemistiquio inicia con una letra hebrea en orden— refleja tanto un estilo poético elaborado como una fecha de composición más tardía.
En el Nuevo Testamento, Zacarías retoma esta misma línea al proclamar que Dios ha traído la redención a su pueblo (cf. v. 9; Lc 1,68) y ha recordado su Alianza. El cántico de Zacarías, conocido como el Benedictus, reinterpreta este salmo desde el cumplimiento definitivo de la redención en Jesucristo. Por eso, el cristiano lo reza a la luz de esta plenitud.

#### A los versículos 1-3
El «aleluya» con el que comienza el salmo —probablemente añadido en una etapa posterior— funciona como una indicación litúrgica que subraya el carácter de alabanza del poema. Desde el inicio, el salmista manifiesta la profundidad de su gratitud con una expresión de entrega total: da gracias «de todo corazón». Además, se presenta como parte de una comunidad fiel, el «consejo de los rectos», lo que sitúa su oración en un contexto colectivo de fe. El centro de atención del salmo no es tanto el orante como las obras del Señor. Estas acciones divinas, meditadas y celebradas, manifiestan su gloria y su justicia, revelando un Dios activo en la historia y digno de contemplación por parte de quienes lo buscan con sabiduría.

#### A los versículos 4-10
Las obras del Señor, tal como las presenta el salmo, son memorables no solo por su grandeza, sino porque revelan su modo de actuar: justo, fiel y lleno de compasión. El recuerdo de estas acciones no es solo un ejercicio de memoria humana, sino que está en sintonía con la memoria divina de la Alianza; así como Dios no olvida su compromiso con su pueblo, también el pueblo está llamado a no olvidar sus obras. Estas acciones salvíficas no solo muestran quién es Dios, sino que sirven de fundamento para sus preceptos, que han de observarse con la misma firmeza y fidelidad con que Él cumple su Alianza, como afirma el versículo 8: son estables para siempre.
Desde una lectura cristológica, Ruperto de Deutz interpreta este pasaje como una referencia velada a la Eucaristía, entendida como el memorial por excelencia de la Nueva Alianza. En ella, se actualiza la obra suprema de salvación realizada por Cristo, y se cumple en plenitud esa memoria de las obras del Señor que el salmo invita a conservar.

Como en el salmo anterior había dicho: (…) Tú eres sacerdote para siempre según el orden de Melquisedec e instituyó para nosotros ese orden en el sacramento del cuerpo y de la sangre de Cristo, en este salmo canta con razón: Él da alimento a sus fieles

El recuerdo de las obras del Señor y la fidelidad a sus mandatos constituyen el verdadero comienzo de la sabiduría (cf. Pr 1,7) y son la base sobre la que se sostiene la alabanza constante que se le debe.

## Usos

### Judaísmo
- Los versículos 4 y 5 se encuentran en la repetición de la Amidá durante el Rosh Hashaná.[15]
- El versículo 10 se recita al despertar después del Modeh Ani y el lavado de manos.[16]

### Nuevo Testamento
En el Nuevo Testamento, el Salmo 111 se cita dos veces:
- El versículo 9a se cita en Lucas 1 Lucas 1:68.[17]
- El versículo 9c se cita en Lucas 1 Lucas 1:49.[17]

### Iglesia católica
Este salmo se reza en la Liturgia de las horas los domingos de la tercera semana en las segundas vísperas. Para facilitar la comprensión se le asigna a cada salmo un título en rojo (rúbrica) que no forma parte del salmo. El título del Salmo 111 es Grandes son las obras del Señor.

### Iglesia Ortodoxa Copta
En el Agpeya, el [[Libro de Horas] de la Iglesia Copta, este salmo se reza en la oficina de Ninguno.

### Protestantismo
Este es un salmo de alabanza a Dios por:[cita requerida]
- Sus grandes obras v.2
- Su perdurable justicia v.3
- Su gracia y compasión v.4
- Su provisión v.5
- Verdad y justicia v.7
- Redención para su pueblo v.9
- Concesión de sabiduría a quienes lo veneran v.10

### Libro de Oración Común
En el «Libro de Oración Común» de la Iglesia de Inglaterra, este salmo está destinado a ser leído la mañana del vigésimo tercer día del mes, así como en Maitines el Día de Pascua.

## Arreglos musicales
Heinrich Schütz escribió un arreglo del Salmo 111 en alemán, «Ich danke dem Herrn», SWV 34, como parte de Psalmen Davids, publicado por primera vez en 1619. Compuso una paráfrasis métrica del salmo en alemán, «Ich will von Herzen danken Gott dem Herren», SWV 209, para el Salterio Becker, publicado por primera vez en 1628. Marc-Antoine Charpentier compuso cuatro versiones del salmo en latín:
- En la década de 1670, el gran motete «Confitebor tibi Domine», H.151, para solistas, coro, dos violines y continuo.
- En la década de 1690, el gran motete «Confitebor tibi Domine», H.200 - H.200 a, para solistas, coro y continuo.
- En la década de 1690, el gran motete «Confitebor tibi Domine», H.220, para solistas, coro y continuo.
- Mediados de la década de 1690, el gran motete «Confitebor tibi Domine», H.225, para solistas, coro, flautas, cuerdas y continuo.

Henri Desmarets compuso un gran motete lorrain de él, «Confitebor tibi Domine» en 1707. Giovanni Battista Pergolesi compuso un arreglo, Confitebor tibi Domine en Do mayor para soprano, alto, coro, cuerdas y continuo en 1732.